# 마테를링크의 파랑새: 틸틸과 미틸의 모험 여행
《마테를링크의 파랑새: 틸틸과 미틸의 모험 여행》(メーテルリンクの青い鳥 チルチルミチルの冒険旅行)은 1980년 1월 9일부터 7월 9일까지 일본 후지 TV에서 방송된 TV 애니메이션으로 전 26화이다. 감독은 사사가와 히로시다. 이 작품의 일본 방영 시 성우진의 대부분은 《우주 전함 야마토》 등의 우주 전함 야마토 시리즈에서 기용되었다.
벨기에의 극작가 마테를링크가 지은 희곡 〈파랑새〉를 바탕으로 제작되었다.